# کاروکاژ

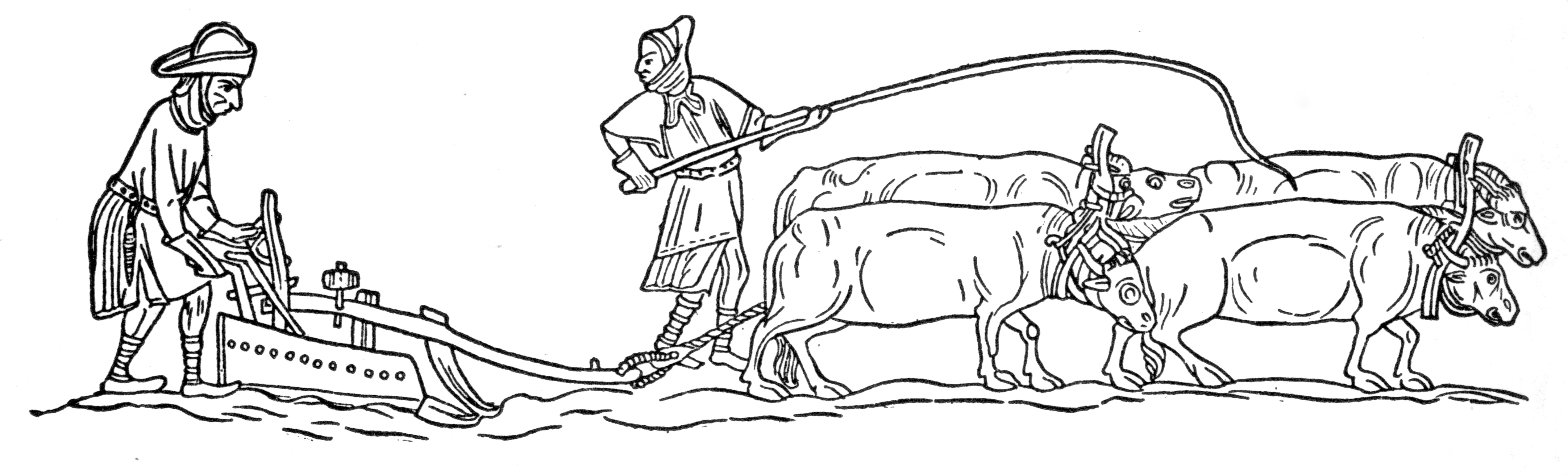
برخی از ابزارآلات جدید بر روی زمین‌های در دستِ کِشت تحت آزمایش قرار گرفتند. همانند این خیش چهار شیار که برگرفته از تذهیب لوترل پسالتر به تارخ ۱۳۳۰ می‌باشد

کاروکاژ (انگلیسی: Carucage) عنوان یک نوع مالیاتِ ملکیِ مُبتنی بر ارزش زمین در دوران انگلستان قرون وسطی می‌باشد که توسط پادشاه ریچارد یکم در تاریخ ۱۱۹۴ ایجاد گردید. این شیوهٔ جدید از کسب مالیات، بر اساسِ معیار اندازه(ابعاد) در قبال انواع مختلف (تعداد زمین)، و محاسبه کردن آن بر اساس دارایی کل مالیات دهندگان استوار بود. کاروکاژ؛ روشی جایگزین برای سیستم قبلی مبتنی بر پرداخت مالیات بر پایهٔ دین‌گلد بود که آخرین بار در سال ۱۱۶۲ تحمیل شد. ادامهٔ شیوهٔ موصوف به دلیل تعداد معدودی از معافیت‌های درباری و اشرافی دشوار بود. سیستم اخذ مالیات کاروکاژ فقط شش بار اجرا گردید که به ترتیب توسط ریچارد یکم در ۱۱۹۴ و ۱۱۹۸، جان انگلستان برادر و جانشین وی در ۱۲۰۰، و پسر جان موسوم به هنری سوم در سال‌های ۱۲۱۷، ۱۲۲۰ و ۱۲۲۴ اخذ گردید. پس از آن شیوهٔ اخذ مالیات مبتنی بر درآمد و اموال شخصی گردید.
ارزش مالیاتیِ املاک در ابتدا بر اساس کتاب روز رستاخیز مورد ارزیابی قرار می‌گرفت اما بعد از آن روش‌های متناوب دیگری برقرار گردید، همانند ارزش گذاری بر اساس شهادت همسایگان یا برقراریِ تعدادی از تیم‌هایِ غربال‌گری و شکار مالیات دهندگان. کاروکاژ هرگز به اندازهٔ مالیات‌های دیگر افزایش نیافت اما در کنار اینها، دست‌کم، در چند برنامهٔ جنبی کمک شایانی نمود. ریچارد در سال ۱۱۹۴ هنگام بازگشت از سرزمین‌های مقدس و جنگ‌های صلیبی، توسط لئوپولد پنجم، دوک اتریش اسیر و زندانی می‌گردد اما تحت پوشش پرداختِ مالیاتی که برادرش، جان انگلستان بابت زمین‌هایی که در آن کشور به ارث برده بود به فیلیپ دوم آزاد می‌گردد. (چنین شایع بود که لئوپولد به تحریک فیلیپ اقدام به دستگیری ریچارد نموده) همچنین در جریان کمک به تأمین هزینه‌های نظامی هنری سوم کمک شایانی نمود.

## پس‌زمینه
در انگلستان دوران قرون وسطی، خانوادهٔ پادشاه وابستگی کاملی به خزانه داشت و در حقیقت میان این دو، هیچگونه حائلی وجود نداشت. منابع اصلی درآمد سلطنتی عایداتی بود مُبتنی بر املاک سلطنتی، حقوق ارباب‌رعیتی، مالیات و سایر سودهای عایده از دادگاه‌های قضایی. سوابق حاصل از درآمد خزانه‌داری مربوط به سال ۱۱۳۰ میلادی نشان می‌دهد که حدود ۴۰٪ منابع از املاک سلطنتی، ۱۶٪ از حقوق فئودال‌ها، ۱۴٪ از مالیات، و ۱۲٪ از دادگاه‌های قضایی بوده‌است. تا سال ۱۱۹۴ میلادی درآمد حاصل از زمین به حدود ۳۷٪ از کل رسید. در همین زمان حدود ۲۵٪ از حقوق فئودالی، ۱۵٪ مالیات و درآمد حاصل از منابع قضایی ۱۱٪ بوده‌است.
پس از حمله نرمن‌ها به تاریخ ۱۰۶۶ شیوهٔ اخذ مالیات انگلستان مبتنی بر گِلد و دین‌گلد بود. مالیات ملی، عنوان مالیاتی بود که توسط تمام مردان آزاد به غیر از رعیت‌ها و سربازان پرداخت می‌گردید. مبنا و اساس مالیات گلد، بر اساس تعداد زمین‌های پنهان مالیات دهندگان استوار بود که می‌توانست از طرف پادشاه مطالبه شود و در سطوح مختلف و بدون نیاز به مشورت با بارون‌ها یا سایر موضوعات مورد ارزیابی قرار گیرد. در دوران سلطنت و پادشاهی هنری یکم، افزایش تعداد معافیت‌ها و مشکلات عدیدهٔ موجود در سیستم جمع‌آوریِ مبتنی بر گِلد، باعث گردید که این شیوه از درجهٔ اعتبار ساقط گردد و تنها در وزرارت مالیه و خزانهٔ انگلستان دارای اهمیتی رو به افول باشد. با همهٔ این احوال هیچ مشخص نیست که در طول دوران سلطنت جانشینِ هنری، پادشاه استیون، مالیات بر پایهٔ سیستم گلد، جمع‌آوری گردیده یا خیر. جانشین استیون، پادشاه هنری دوم، تنها دو بار بر پایهٔ سیستم مالیات‌گیری گِلد، مالیات اخذ کرد. اولین مرتبه مربوط به سال ۱۱۵۵ و دومینِ آن مربوط به سال‌های ۱۱۶۱ تا ۱۱۶۲ میلادی می‌باشد. شیوهٔ اخذ مالیات بر پایهٔ گِلد نامطلوب بود و پس از سال ۱۱۶۲، هِنری به دلیل بهبود ساختار سیاسی ناگزیر از برچیدن آن گردید.